# Nederlands kampioenschap shorttrack 2018
Het Nederlands kampioenschap  shorttrack 2018 werd op 6 en 7 januari gehouden in Heerenveen. Yara van Kerkhof won, acht jaar na haar eerste titel, haar tweede nationale allroundtitel. Daan Breeuwsma won zijn eerste Nederlandse titel.

## Resultatenoverzicht
|                  | Goud             | Zilver         | Brons            |
| ---------------- | ---------------- | -------------- | ---------------- |
| Mannen senioren  | Daan Breeuwsma   | Itzhak de Laat | Jasper Brunsmann |
| Vrouwen senioren | Yara van Kerkhof | Avalon Aardoom | Lara van Ruijven |

## Mannen

### Afstandsmedailles
| Onderdeel | Goud             | Zilver         | Brons            |
| --------- | ---------------- | -------------- | ---------------- |
| 500m      | Jasper Brunsmann | Daan Breeuwsma | Sjinkie Knegt    |
| 1000m     | Daan Breeuwsma   | Dennis Visser  | Jasper Brunsmann |
| 1500m     | Itzhak de Laat   | Sjinkie Knegt  | Dylan Hoogerwerf |
| 3000m     | Mark Prinsen     | Daan Breeuwsma | Itzhak de Laat   |

### Puntenklassement
| #      | Schaatser        | 1500m | 500m | 1000m | 3000m | Finalepunten |
| ------ | ---------------- | ----- | ---- | ----- | ----- | ------------ |
| Goud   | Daan Breeuwsma   | 0     | 21   | 34    | 21    | 76           |
| Zilver | Itzhak de Laat   | 34    | 5    | 8     | 13    | 60           |
| Brons  | Jasper Brunsmann | 8     | 34   | 13    | 3     | 58           |
| 4      | Sjinkie Knegt    | 21    | 13   | 5     | 0     | 39           |
| 5      | Adwin Snellink   | 0     | 3    | 0     | 34    | 37           |
| 6      | Dennis Visser    | 1     | 2    | 21    | 2     | 26           |
| 7      | Dylan Hoogerwerf | 13    | 0    | 3     | 8     | 24           |
| 8      | Leon Bloemhof    | 5     | 8    | 0     | 5     | 18           |
| 9      | Mark Prinsen     | 3     | 0    | 0     | 0     | 3            |
| 10     | Bram Steenaart   | 0     | 0    | 2     | –     | 2            |
| 11     | Friso Emons      | 1     | 0    | 0     | –     | 1            |

## Vrouwen

### Afstandsmedailles
| Onderdeel | Goud             | Zilver           | Brons            |
| --------- | ---------------- | ---------------- | ---------------- |
| 500m      | Yara van Kerkhof | Lara van Ruijven | Xandra Velzeboer |
| 1000m     | Yara van Kerkhof | Lara van Ruijven | Avalon Aardoom   |
| 1500m     | Avalon Aardoom   | Marijn Wiersma   | Rianne de Vries  |
| 3000m     | Yara van Kerkhof | Avalon Aardoom   | Tineke den Dulk  |

### Puntenklassement
| #      | Schaatser         | 1500m | 500m | 1000m | 3000m | Finalepunten |
| ------ | ----------------- | ----- | ---- | ----- | ----- | ------------ |
| Goud   | Yara van Kerkhof  | 1     | 34   | 34    | 34    | 103          |
| Zilver | Avalon Aardoom    | 34    | 8    | 13    | 21    | 76           |
| Brons  | Lara van Ruijven  | 3     | 21   | 21    | 8     | 53           |
| 4      | Xandra Velzeboer  | 8     | 13   | 8     | 3     | 32           |
| 5      | Marijn Wiersma    | 21    | 3    | 2     | 1     | 27           |
| 6      | Rianne de Vries   | 13    | 0    | 5     | 5     | 23           |
| 7      | Tineke den Dulk   | 0     | 5    | 0     | 13    | 18           |
| 8      | Emma van Zuijlen  | 5     | 2    | 3     | 2     | 12           |
| 9      | Georgie Dalrymple | 2     | 1    | 0     | –     | 3            |